# Parallelia circumsignata
Parallelia circumsignata là một loài bướm đêm trong họ Erebidae.